# Mazda Verisa
La Mazda Verisa est une petite voiture fabriquée au Japon par le constructeur Mazda depuis juin 2004.

## Moteur
La Mazda Verisa est équipée d'un moteur essence 4 cylindres de 1,5 litre développant 113 ch. Réservée au marché japonais, elle se dispense bien sûr de diesel.

## Ventes
Élaborée sur la même plate-forme que la Mazda Demio (Mazda 2 en Europe) et que la Ford Fiesta, la Verisa a connu une carrière sans éclat au Japon : 16 355 ventes en 2005, sa première année pleine, et sa meilleure année.
Les ventes sont tombées à 12 864 en 2006, pour remonter à 13 850 en 2007 puis descendre ensuite chaque année : 11 912 en 2008 et 10 163 en 2009. La Verisa n'a jamais dépassé la 70e place des ventes sur le marché japonais.
Deux éditions limitées de la Verisa ont aussi été commercialisées : La "Brown Edition" en 2005 et la "Stylish V" en 2007.